# Bernd Stöhrmann
Bernd Stöhrmann (* 11. November 1944 in Mitterdorf im Mürztal) ist ein ehemaliger österreichischer Politiker (SPÖ). Stöhrmann war von 1999 bis 2007 Abgeordneter zum Steiermärkischen Landtag und Bürgermeister von Mitterdorf.

## Leben
Stöhrmann erlernte nach der Volks- und Hauptschule den Beruf des Mechanikers, wechselte jedoch später den Beruf und war als Angestellter bei einer Versicherung beschäftigt. 
Politisch war Stöhrmann ab 1970 als Gemeinderat in Mitterdorf im Mürztal aktiv und war zwischen 1973 und 1975 Vizebürgermeister. 1975 wurde er im Alter von 30 Jahren in das Amt des Bürgermeisters von Mitterdorf im Mürztal gewählt. 1999 wurde er als Abgeordneter zum Steiermärkischen Landtag angelobt, daneben engagierte er sich im Gemeindebund. Er übernahm bereits im Mai 1986 das Amt des Bezirksobmanns des Steiermärkischen Gemeindebundes für den Bezirk Mürzzuschlag und war ab 1995 Vizepräsident des Verbandes. Stöhrmann schied am 11. November 2007 aus dem Landtag aus.

## Auszeichnungen
- Großes Goldenes Ehrenzeichen des Landes Steiermark (2009)[1]